# Corrosión por rendija
La corrosión por rendija, o por grietas, más conocida por el nombre que se le da en inglés crevice corrosion, es un fenómeno corrosivo que ocurre en espacios en los cuales el acceso del fluido con el que se está trabajado en el medio ve limitada su difusión. Estos espacios son llamados comúnmente como “rendijas”, también se les conoce con el nombre que se les da en inglés, es decir, “crevices”. 
Ejemplos de rendijas son los espacios y áreas de contactos entre piezas, en juntas o sellos, dentro de cavidades, grietas y costuras.

## Mecanismo
La resistencia a la corrosión de los metales depende de la presencia de la capa de óxido protectora en la superficie, pero es posible que bajo algunas circunstancias esta capa se quiebre, por ejemplo en ácidos reductores, o en algunos ambientes donde la misma atmósfera sirve como medio reductor. En cualquier caso, las áreas donde esta capa de óxido se rompe sirven como cavidades que promueven la corrosión por crevice.
El factor más importante en la corrosión por crevice es la anchura de la rendija, ya que esta debe tener el suficiente ancho para permitir la entrada de la solución, pero debe también ser lo suficientemente estrecho como para que la solución se mantenga estancada dentro de la rendija. Por lo cual, este tipo de corrosión ocurre normalmente en grietas o espacios de unos cuantos micrómetros de ancho, y no se encuentra en lugares donde estos espacios tienen buena circulación de la solución. Una manera fácil de evitar este método de corrosión es diseñar correctamente, si en el diseño se pueden evitar rendijas o lugares pequeños con poco o nulo flujo de la solución de trabajo se debe hacer o en su defecto, reducir este tipo de lugares al mínimo posible. La corrosión por crevice tiene un mecanismo muy similar a la corrosión por picado, por lo que las aleaciones resistentes a uno de estos tipos de corrosión son por lo general resistentes a ambos; sin embargo, la diferencia entre estos dos tipos de corrosión es que la corrosión por crevice es una corrosión más agresiva que la corrosión por picado y sucede a temperaturas muchos más bajas que esta.
El medio circundante inmediato de las rendijas puedes desarrollar condiciones químicas (tanto de concentración como de composición) muy distintas a las del resto del medio o solución del fluido. 
Existen dos factores determinantes en la iniciación de este tipo de corrosión:
1. La composición química del electrolito dentro de la rendija
2. La caída de potencial dentro de la rendija

Los investigadores habían afirmado previamente que uno u otro de los dos factores era el responsable de dar inicio a la corrosión por rendija, pero recientemente se ha demostrado que es una combinación de los dos lo que causa el comienzo de la corrosión. Ambos factores son de gran importancia en el comienzo del fenómeno corrosivo, ambas, tanto la caída de potencial como el cambio en la composición química del electrolito en la rendija son causadas por una desoxigenación de la rendija y una separación de áreas electroactivas, esto permite que una serie de reacciones catódicas ocurran en el exterior de la rendija y reacciones anódicas sucedan dentro de ella. 
La diferencia entre las áreas de las regiones catódicas y anódicas también es importante, también lo es la diferencia de concentración entre la solución dentro y fuera de la rendija, en especial la concentración de oxígeno, pues parte de este fenómeno se debe a que entre el metal en la rendija y el resto de él se crea una celda de concentración, donde como sabemos, la parte donde la concentración es menor funciona como ánodo y el resto actúa catódicamente, lo cual se ve claramente en este tipo de corrosión, pues dentro de la rendija hay una escasez de oxígeno (o baja concentración de solución) y está (la rendija) actuará como ánodo. La corrosión crevice también se ve aumentada por la presencia de iones cloruro.
Algunos de los fenómenos corrosivos que ocurren dentro de la rendija recuerdan a la corrosión galvánica y a una celda de concentración:
Corrosión galvánicaDos metales en contacto + mismo entorno
Celda de concentraciónUna pieza de metal + dos diferencias de concentración
Corrosión por rendijaUna pieza de metal + dos entornos en contacto
El mecanismo de la corrosión rendija puede (pero no siempre) ser similar a la corrosión por picado. Sin embargo, hay suficientes diferencias como para justificar un tratamiento diferenciado. Por ejemplo, en la corrosión crevice, hay que considerar la geometría de la rendija y la naturaleza del proceso de concentración que lleva al desarrollo de la diferenciación local de la composición química.

## Modo de ataque
- Picado
- Corrosión filiforme (un tipo de corrosión crevice que puede ocurrir en la superficie del aluminio debajo de un recubrimiento orgánico)
- Corrosión intergranular
- Corrosión fatiga.

## Corrosión fatiga

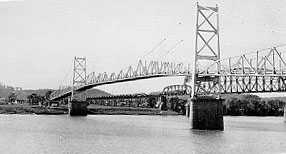
El Silver Bridge cuando se terminó en 1928.

Una forma común de “fallo por crevice” se produce debido a la corrosión bajo tensión, donde una grieta o grietas se desarrollan a partir de la base de la rendija, donde la concentración de esfuerzos es mayor. Esta fue la causa de la caída del puente Silver Bridge en 1967 en Virginia Occidental, donde una sola grieta de tan solo alrededor de 3 mm de largo creció rápidamente y causó la fractura de la unión de una barra de contención. El resto del puente se derrumbó en menos de un minuto.

## Importancia

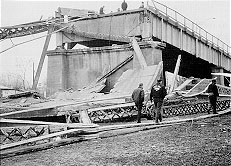
El Silver Bridge colapsado, visto desde el lado de Ohio.

La susceptibilidad de cada sistema material-entorno varía mucho de un sistema a otro. En general, la corrosión por rendija es de mayor preocupación para los materiales que normalmente son pasivos, como el acero inoxidable o aluminio, también es importante tener en cuenta este fenómeno corrosivo para componentes hechos de superaleaciones con una alta resistencia a la corrosión y que deben trabajar con agua lo más pura posible, como en los generadores de vapores en las centrales nucleares, donde su principal problema corrosivo es la corrosión por rendija.
Este tipo de corrosión es muy peligrosa debido a sus ataques localizados, lo cual puede producir el fallo de un componente, mientras que la pérdida de metal en el resto de la estructura es mínimo, además el inicio y progreso de la corrosión crevice puede ser difícil de detectar.